# Hrabstwo Narrogin
Hrabstwo Narrogin – jednostka samorządu lokalnego w południowo-zachodniej części stanu Australia Zachodnia. Nazwa hrabstwa pochodzi od miasta Narrogin. Stanowi ono siedzibę władz hrabstwa, jednak nie wchodzi w jego skład, tworząc odrębną jednostkę pod nazwą Gmina Narrogin. Hrabstwo liczy 829 mieszkańców (2006) i zajmuje powierzchnię niespełna 1619 km². Większe skupiska ludzkie to Boundain, Highbury, Nomans Lake i Yilliminning. W 1999 przeprowadzono referendum w sprawie proponowanego połączenia hrabstwa i gminy Narrogin, jednak pomysł ten nie zyskał poparcia wyborców.